# Culture poméranienne

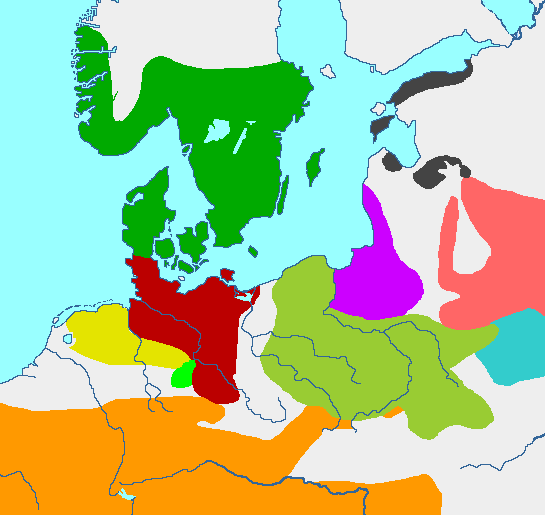
Âge du fer ancien:
Âge du bronze danois
Culture de Jastorf
Groupe de Harpstedt-Nienburg
Groupes celtiques
Culture poméranienne
Culture des urnes en forme de bâtisse
Culture de l'Est baltique
Culture des cairns ouest-baltique
Culture de Milogrady
Groupe estonique

La culture poméranienne ou culture des urnes à face pomérélienne est une culture archéologique de l'âge du fer, originaire de certaines parties de la région située au sud de la mer Baltique (qui deviendra plus tard la Poméranie, partie du nord de l'Allemagne / Pologne), à partir du VIIe jusqu'au IIIe siècles av. J.-C., qui a finalement couvert la plupart de la Pologne actuelle.
Vers 650 avant J.C., cette culture a évolué à partir de la culture lusacienne entre les rivières de la Vistule inférieure et de la Parsęta, puis s’est étendu vers le sud. Entre 200 et 150 av. J.-C., la culture d'Oksywie en Poméranie orientale et la culture de Przeworsk dans la partie supérieure de la Vistule et de l'Oder lui ont succédé.

## Caractéristiques

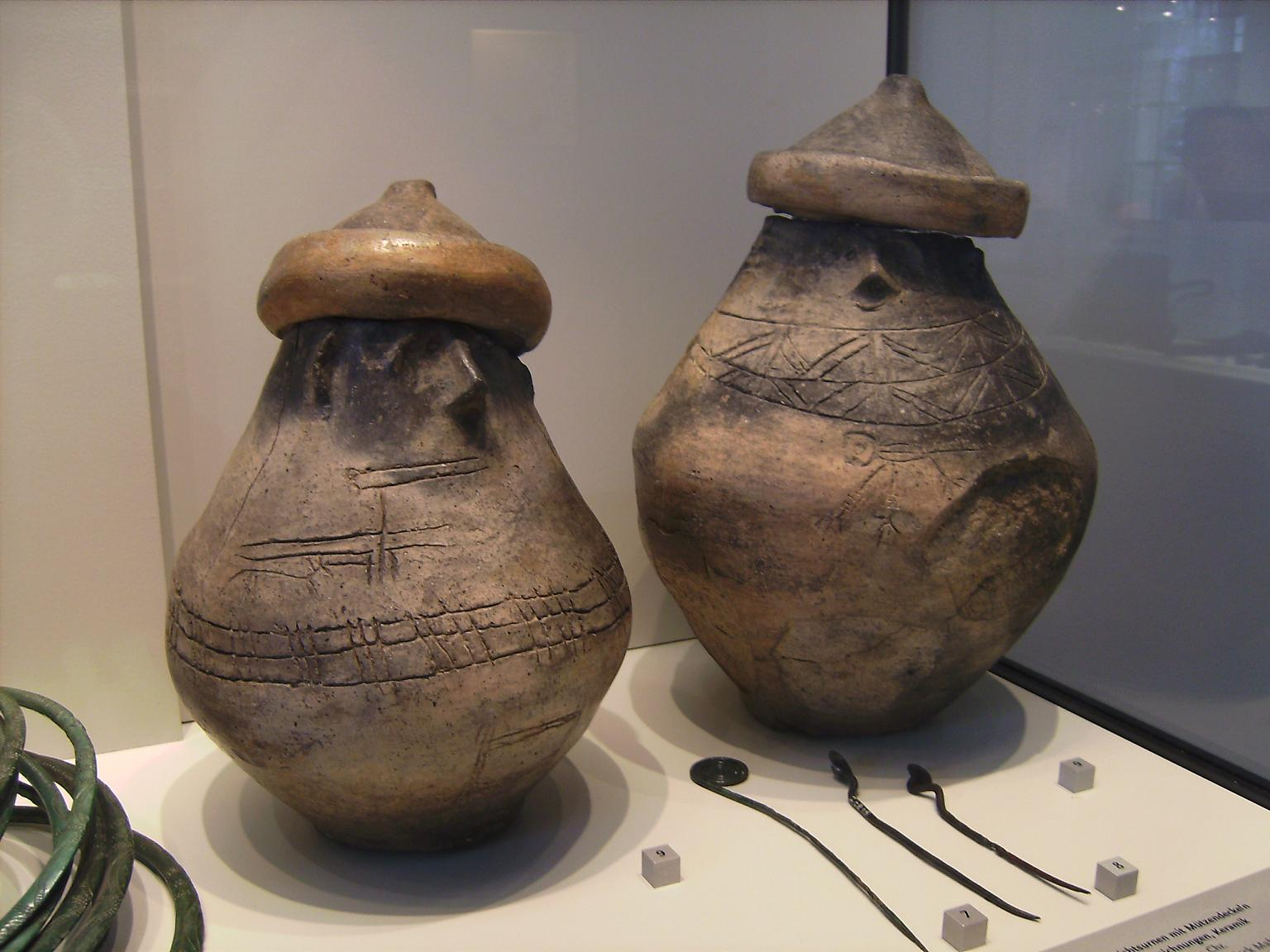
Urnes à face pomérelliennes avec chapeaux (Musée de la pré et de la protohistoire, Berlin)

La culture poméranienne s'est développée en Poméranie occidentale et couvre toute la gamme des bassins fluviaux Oder (Odra) et Vistule. Elle a parfois été associée aux Bastarnes. La patrie d'origine des Bastarnes reste incertaine. Babeş et Chtchoukine plaident en faveur d'une origine dans la Poméranie de la côte baltique du nord-ouest de la Pologne, sur la base de correspondances en matière d'archéologie, par exemple, fibules de style poméranien trouvé sur un site de Poieneşti en Moldavie.
Le trait le plus caractéristique est l'utilisation d'urnes funéraires avec des visages. Les urnes étaient souvent contenues dans des cistes entourées de dalles de pierre. Les urnes faciales ont des couvercles en forme de chapeaux, souvent des boucles d'oreille miniatures en vrai bronze sont ajoutées. Les visages sont parfois modelés de manière très naturaliste et aucune urne ne montre le même visage. Les dessins incisés sur les urnes montrent des scènes de chasse, des courses de chars ou des cavaliers. Les bracelets de type certoza et les colliers à multiples anneaux de bronze sont des exemples typiques du travail des métaux.
L'économie était semblable à celle de la culture lusacienne. Le seigle a été systématiquement cultivé pour la première fois, mais constitue toujours un élément mineur des céréales. Il y avait moins de collines fortifiées que dans la région de la culture lusacienne plus à l'ouest. Les importations du Sud étaient rares.

## Extension
À la fin de l'âge du fer, la culture poméranienne s'est étendue vers le sud, dans des régions qui appartenaient autrefois aux cultures lusacienne, wysoko et milograd. Elle s'est étendu entre les fleuves Oder et Boug jusqu'à la fin du IIIe siècle av. J.-C.. En Mazovie et en Pologne, ce mélange a conduit au développement du groupe avec des sépultures en forme de cloche.